# إضافية (تكنولوجيا)
الإضافية  في التكنولوجيا وفي واجهة المستخدم (بالإنجليزية:redundancy ) تعني إضافة جهاز يستطيع القيام بنفس وظيفة جهاز آخر . وعلى سبيل المثال بالنسبة إلى مستخدم الحاسوب فهو يستطيع فتح برنامج معين أو إغلاقه إما باستخدام المفاتيح أو باستخدام الفأرة . في هذا الحالة يمكن رؤية الفأرة أنها وسيلة إضافية للتعامل مع الحاسوب .
- تستخدم الإضافية كثيرا في الصناعة وعلى الأخص عند بناء المفاعلات النووية حيث يقوم جهاز إلكتروني بضبط سير التفاعل ، ولضمان ضبط سير التفاعل وعدم خروجه عن حيز الأمان ، يضيف المصمم جهازا آخرا لضبط سير التفاعل في حالة إخفاق الجهاز الأول .
- تستخدم الإضافية أيضا في مركبات الفضاء لضمان أداء الأجهزة في حالة تعطل أحدها . وحدث خلال رحلة أبولو 16 أن تعطل إشعال صاروخ المركبة أبولو الفضائية Command/Service Module المسماة كاسبر ، وذلك بعد انفصال المركبة القمرية أوريون  في مدار حول القمر. ولما علمت هيوستن بهذا العطل قام المهندسون في هيوستن بسلسلة اختبارات على نظام المحاكاة Simulator لمركبة الفضاء . واتضح لهم أن نظام تشغيل الصاروخ يحتوي على نظام إضافي redundante Systems لضمان الإشعال، بحيث لو تعطل أحدهما قام الآخر بالإشعال . فابلغوا على الفور رواد الفضاء أن باستطاعتهم تشغيل الأشعال باستخدام مفاتيح النظام الإضافي  وبذلك أمكن استمرار الرحلة على حسب الخطة الموضوعة.

## اقرأ أيضا
- وسائل الإدخال
- أبولو 16